# Giacomo Bonaventura
Giacomo Bonaventura, detto Jack (San Severino Marche, 22 agosto 1989), è un calciatore italiano, centrocampista attualmente svincolato.

## Caratteristiche tecniche
Centrocampista duttile, esibisce una notevole mobilità in vari settori difensivi ed offensivi. Ricopre generalmente la posizione di mezzala, ma può agire anche da ala sinistra o trequartista. Dotato di ottima tecnica individuale e buona velocità, è abile nel dribbling, nel colpo di testa ed è anche un buon tiratore dalla distanza e di calci piazzati. È inoltre solito utilizzare il piede sinistro grazie al quale riesce ad effettuare ottimi tiri nonostante sia un destro naturale.

## Carriera

### Club

#### Esordio con l'Atalanta e successivi prestiti
Nasce calcisticamente alla Virtus Castelvecchio e, dopo aver militato nei settori giovanili della San Francesco '93 di Cingoli e della Settempeda fino ai Giovanissimi, si trasferisce al Tolentino; qui viene notato da Antonio Bongiorni, osservatore dell'Atalanta e ds della Polisportiva Margine Coperta di Massa e Cozzile (PT), società-satellite degli orobici in Toscana, che lo tessera. Viene poi chiamato da Mino Favini, responsabile del settore giovanile nerazzurro, che lo porta direttamente nella sede di Zingonia, il "Centro Bortolotti".
Debutta in Serie A il 4 maggio 2008, nel corso della partita Atalanta-Livorno (3-2), che sarà anche l'unica apparizione stagionale.
La stagione successiva lo vede aggregato in pianta stabile con la prima squadra, e dopo una presenza la società opta per un prestito nelle categorie inferiori durante il mercato di riparazione invernale. Viene quindi ceduto in prestito al Pergocrema, società di Prima Divisione. Il 18 gennaio 2009 fa il suo esordio nella categoria, siglando la rete del provvisorio pareggio, nel corso della partita contro la Sambenedettese, incontro che terminerà con il punteggio di 2-1 in favore dei padroni di casa; si tratta del suo primo gol fra i professionisti. Nella squadra cremasca è titolare, ma è costretto a fermarsi dopo poche partite a causa di un infortunio che comprometterà gran parte della stagione.
Nel corso dell'estate 2009 fa ritorno a Bergamo, dove non riesce a ritagliarsi spazi nella formazione titolare: nella sessione invernale del calciomercato viene quindi ceduto in prestito al Padova. Il 20 febbraio 2010 debutta con i biancoscudati nella partita Ancona-Padova (2-2). Alla fine del primo anno ottiene la salvezza in Serie B, dopo i play-out contro la Triestina, nei quali segna anche un gol.

#### Ritorno all'Atalanta

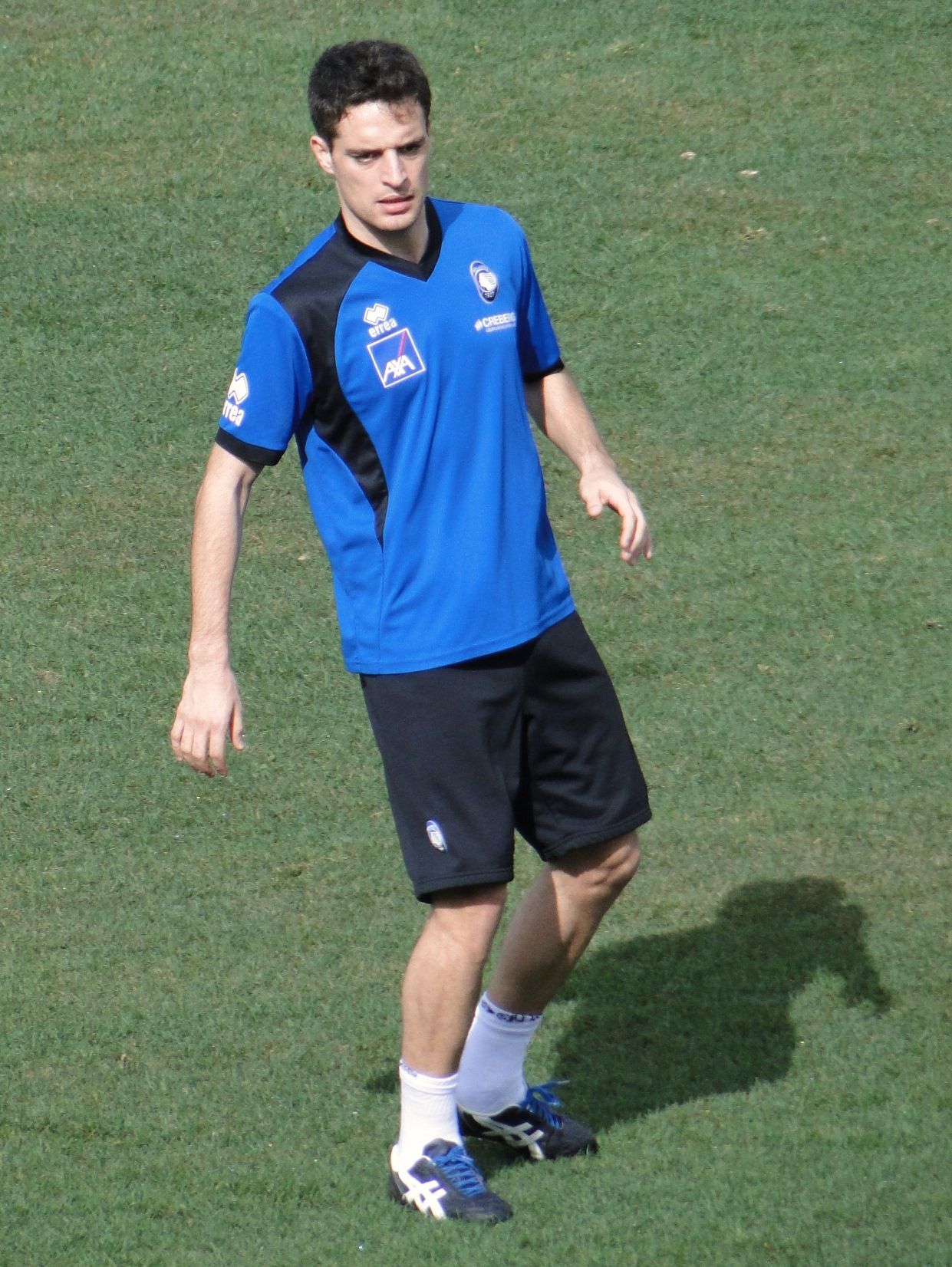
Bonaventura in allenamento con l' nel 2013

Il 23 giugno 2010 il Padova comunica di non aver esercitato il diritto di opzione sul cartellino di Bonaventura che ritorna quindi all'Atalanta. Il 16 luglio seguente rinnova il contratto con la società bergamasca fino al 2015. Disputa la stagione nell'inedito ruolo di esterno di centrocampo (sia destro che sinistro), venendo impiegato anche qualche volta come trequartista alle spalle degli attaccanti. Segna il suo primo gol con la maglia nerazzurra il 9 novembre contro il Modena (1-0). Bonaventura va a segno in altre otto circostanze, risultando essere l'uomo più decisivo della stagione atalantina, portando alla causa nerazzurra 18 punti. Conclude la stagione con 33 presenze (31 in campionato e 2 in Coppa Italia) condite da 9 gol e con la vittoria del campionato cadetto.
L'11 aprile 2012 segna il suo primo gol in Serie A nella vittoria esterna della sua squadra contro il Napoli. Si ripete tre giornate dopo, il 29 aprile, realizzando la rete del 2-0 chiudendo la sfida casalinga contro la Fiorentina (2-0) che vale la salvezza per l'Atalanta con tre giornate d'anticipo. La sua prima stagione da titolare in Serie A si chiude con 2 reti in 29 partite.
Nella stagione 2012-2013 ormai è uno dei punti fermi della formazione lombarda, tanto da risultare il secondo miglior marcatore dietro a Germán Denis. La sua prima doppietta in carriera in Serie A è datata 3 marzo 2013, quando fissa il risultato nella partita Siena-Atalanta (0-2) della 27ª giornata. Al termine della stagione, conclusasi con una nuova salvezza per la Dea, Bonaventura ha realizzato 8 reti in 36 partite, di cui uno in una gara di Coppa Italia.
La stagione 2013-2014 si rivela essere per lui l'ultima tra le file della Dea, che termina la stagione con la terza salvezza consecutiva, con Bonaventura che realizza 5 reti in 31 partite di Serie A. Conclude quindi la sua esperienza in neroazzurro dopo otto anni (inclusi quelli trascorsi in prestito e nelle giovanili), durante i quali ha messo a segno 24 reti in 135 partite considerando Serie A, Serie B e Coppa Italia.

#### Milan
Nell'estate 2014, durante le ultime ore di mercato, viene acquistato dal Milan per 7 milioni di euro. Il direttore sportivo del club lombardo Adriano Galliani decise di puntare su Bonaventura dopo che saltò la trattativa per Jonathan Biabiany. Va in gol con i rossoneri già al debutto, il 14 settembre 2014, segnando nella vittoria esterna contro il Parma (4-5). Esordisce in Coppa Italia con il Milan il 13 gennaio 2015, nella vittoria casalinga contro il Sassuolo (2-1) che vale ai rossoneri il passaggio del turno ai quarti di finale. Nell'ultima giornata di campionato realizza la sua prima doppietta, decisiva per il successo (3-1) contro la sua squadra precedente, l'Atalanta. Il giocatore, autore di 7 reti in 34 presenze complessive, risulta una delle poche note liete per la formazione, incappata in una stagione deludente che si chiude con la mancata partecipazione alle coppe continentali.
Nella stagione 2015-2016 totalizza 7 reti e 8 assist in 39 presenze tra tutte le competizioni con i rossoneri, piazzatisi settimi in classifica e, pertanto, ancora esclusi dall'Europa. Il 1º dicembre 2015, nella gara casalinga contro il Crotone (3-1) valida per gli ottavi di finale di Coppa Italia, sigla il primo gol in questa competizione con la maglia rossonera. Con il Milan, il 22 maggio 2016, raggiunge la finale di coppa nazionale, la prima della sua carriera, gara persa 1-0 contro la Juventus e che Bonaventura ha disputato per intero.

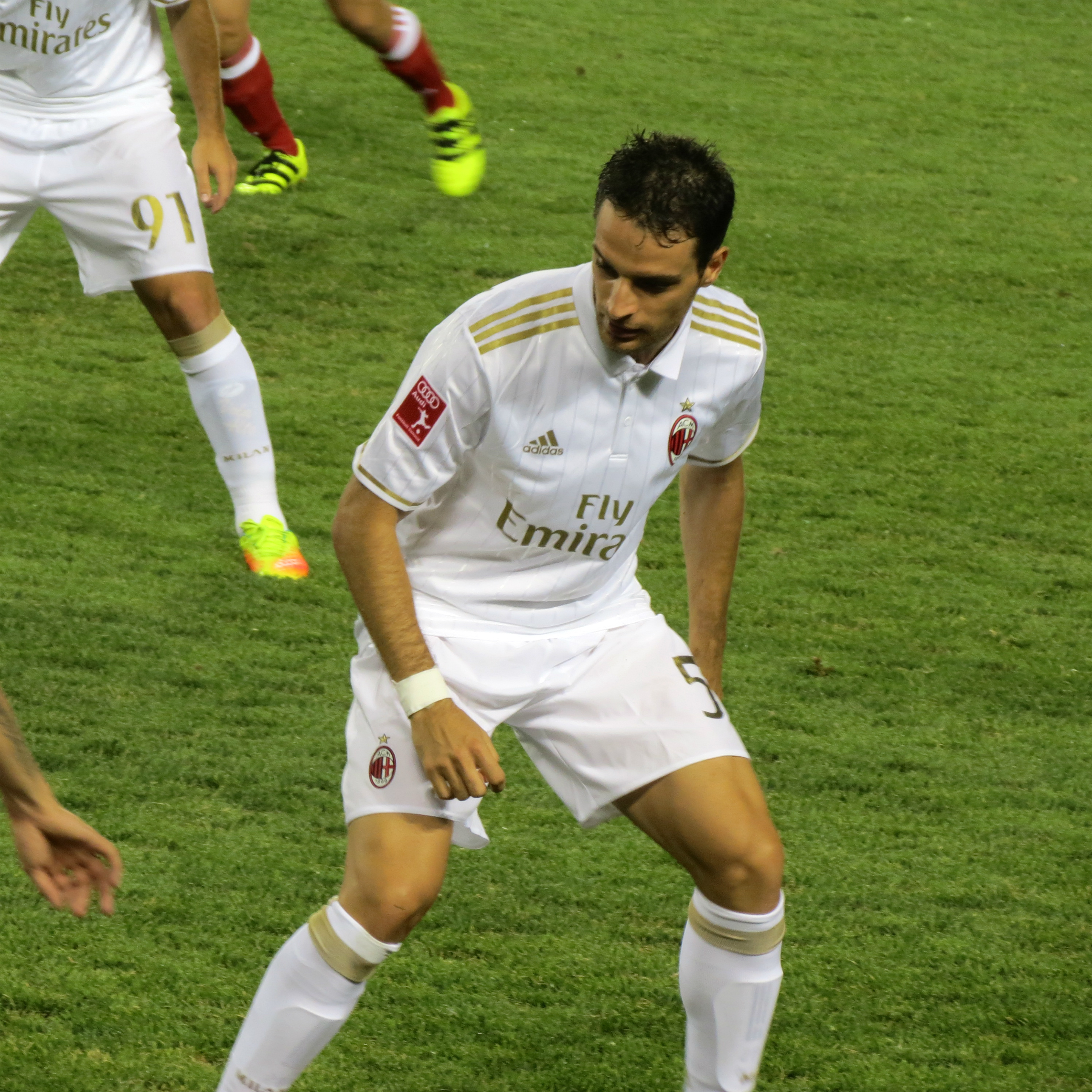
Bonaventura con la maglia del Milan contro il Bayern Monaco nel precampionato 2016.

Nella stagione successiva, a seguito del ritiro di Mexès, cambia numero di maglia, passando dalla 28 alla 5. Il 23 dicembre 2016 si aggiudica la Supercoppa italiana, con il Milan che batte ai rigori proprio i bianconeri: Bonaventura segna il gol del pareggio, trasformando anche un rigore della sequenza finale. La sua annata termina in anticipo, a causa di un infortunio alla coscia riportato nella gara con l'Udinese a fine gennaio nella quale sigla l'unica rete del Milan. Ritorna in prima squadra il 28 maggio per l'ultima gara della stagione persa contro il Cagliari (2-1), senza però riuscire ad entrare a partita in corso. Conclude la sua terza stagione con il Milan con 5 reti siglate in 22 partite in tutte le competizioni.
Il 27 luglio 2017 esordisce nelle manifestazioni continentali, giocando contro il U Craiova in Europa League; la settimana seguente trova il primo gol in campo internazionale, andando a segno nel 2-0 del ritorno. Il successivo 20 settembre, in occasione dell'incontro contro la SPAL, viene premiato per la centesima presenza in rossonero. Il 21 gennaio 2018, nella trasferta vinta per 2-1 in casa del Cagliari, raggiunge quota 200 partite in Serie A. Il 28 febbraio, nella semifinale di ritorno di Coppa Italia, sigla uno dei rigori che consentono al Milan di disputare la finale del 9 maggio seguente contro la Juventus. Nell'atto conclusivo della competizione i rossoneri sono usciti sconfitti per 4-0, con Bonaventura che ha giocato la partita per intero. Al termine di una deludente annata per i rossoneri, Bonaventura si rivela essere uno degli elementi migliori della squadra, concludendo la stagione come terzo miglior marcatore con 9 reti in 47 incontri complessivamente (di cui 8 in 33 presenze in Serie A).
Il 7 ottobre 2018, nella gara casalinga vinta per 3-1 contro Chievo, conquista il traguardo delle 150 partite con il Milan in tutte le competizioni. Dopo un ottimo inizio di stagione, il 27 ottobre subisce una lesione al ginocchio sinistro, che lo vede costretto a sottoporsi a un'operazione chirurgica pochi giorni dopo. Pertanto conclude anticipatamente la sua quinta stagione con i rossoneri, totalizzando 3 gol in 10 presenze complessive.
Torna a pieno regime nella stagione 2019-2020, caratterizzata dall'avvicendamento in panchina tra Marco Giampaolo e Stefano Pioli. Il 22 giugno raggiunge le 150 partite in Serie A in maglia rossonera nella partita vinta in casa del Lecce per 4-1, gara nella quale trova anche il gol del momentaneo 2-1. Non venendo rinnovato il suo contratto in scadenza, disputa la sua ultima partita con i rossoneri il 1º agosto 2020, subentrando a Rafael Leão al 38' del primo tempo dell'ultima partita di campionato vinta in casa contro il Cagliari (3-0), gara nella quale ha anche servito l'assist del terzo gol a Samu Castillejo. Ottiene 29 presenze e 3 reti nel campionato che il Milan chiude al 6º posto. Complessivamente, in sei anni al Milan, ha disputato 184 partite segnando 35 reti in tutte le competizioni ed ha conquistato una Supercoppa italiana nel 2016.

#### Fiorentina
Dopo essersi svincolato dal Milan, il 10 settembre 2020 viene ingaggiato dalla Fiorentina. Realizza la sua prima rete con i viola il 23 gennaio 2021 nel successo per 2-1 contro il Crotone. In chiusura di stagione va a segno altre due volte, nelle trasferte contro Sassuolo e Bologna, aiutando la squadra a centrare la salvezza in anticipo. Tre reti in 34 presenze sono lo score della sua prima stagione a Firenze.
Nella stagione seguente, continua a giocare regolarmente da titolare, fornendo ottime prove, tanto da raggiungere il rinnovo automatico del contratto fino al 2023. Chiude il girone d'andata andando a segno due volte, contro Genoa e Salernitana. Nel girone di ritorno segna ancora contro il Genoa, mentre un infortunio rimediato nel mese di marzo contro il Bologna lo costringe a uno stop di circa un mese. Tornato in campo il 27 aprile nella sconfitta casalinga contro l'Udinese, risulta decisivo per la qualificazione europea realizzando il definitivo 2-0 contro la Roma nella partita del 9 maggio giocata al Franchi. Termina l'anno con 4 gol e 9 assist in 35 presenze, Coppa Italia compresa.
Confermato da titolare anche per l'annata 2022-2023, segna il primo gol stagionale della Fiorentina aprendo le marcature nella prima giornata di campionato contro la Cremonese. Si ripete, risultando sempre decisivo, tra il 6 il 9 novembre, andando in rete rispettivamente contro Sampdoria e Salernitana. In virtù del suo ruolo sempre più importante nel gioco del tecnico Italiano, nel gennaio del 2023 Bonaventura rinnova il proprio contratto con la Fiorentina fino al 2024, con un'opzione per un'ulteriore stagione. Il 23 febbraio 2023, il centrocampista serve tutti e tre gli assist decisivi (rispettivamente, a Mandragora, Saponara e Cabral) della vittoria per 3-2 dei viola sul Braga, nella gara di ritorno dei play-off di Conference League, successo che consente loro di qualificarsi per gli ottavi di finale. Il 1º aprile la sua rete permette ai viola di vincere a San Siro contro l'Inter, mentre nella gara di andata dei quarti di finale di Conference League contro il Lech Poznan realizza il primo gol internazionale in maglia viola. Nella finale di Conference League disputata il 7 giugno a Praga contro il West Ham, realizza il gol del pareggio dopo il vantaggio dei londinesi, ma la gara viene persa per 2-1.
Il 12 novembre 2023, segnando contro il Bologna il momentaneo gol dell'1-0, raggiunge il traguardo delle 100 partecipazioni a reti in Serie A (61 reti e 39 assist). Mette a referto otto reti lungo tutto il campionato. A fine stagione, lascia la Fiorentina alla scadenza naturale del proprio contratto, dopo aver messo insieme 162 presenze, 22 gol e 22 assist in quattro annate con il club viola.

#### Al-Shabab
Il 5 agosto 2024, passa a parametro zero all'Al-Shabab, squadra della Saudi Professional League, con cui sottoscrive un contratto annuale, con opzione per un'altra stagione.

### Nazionale

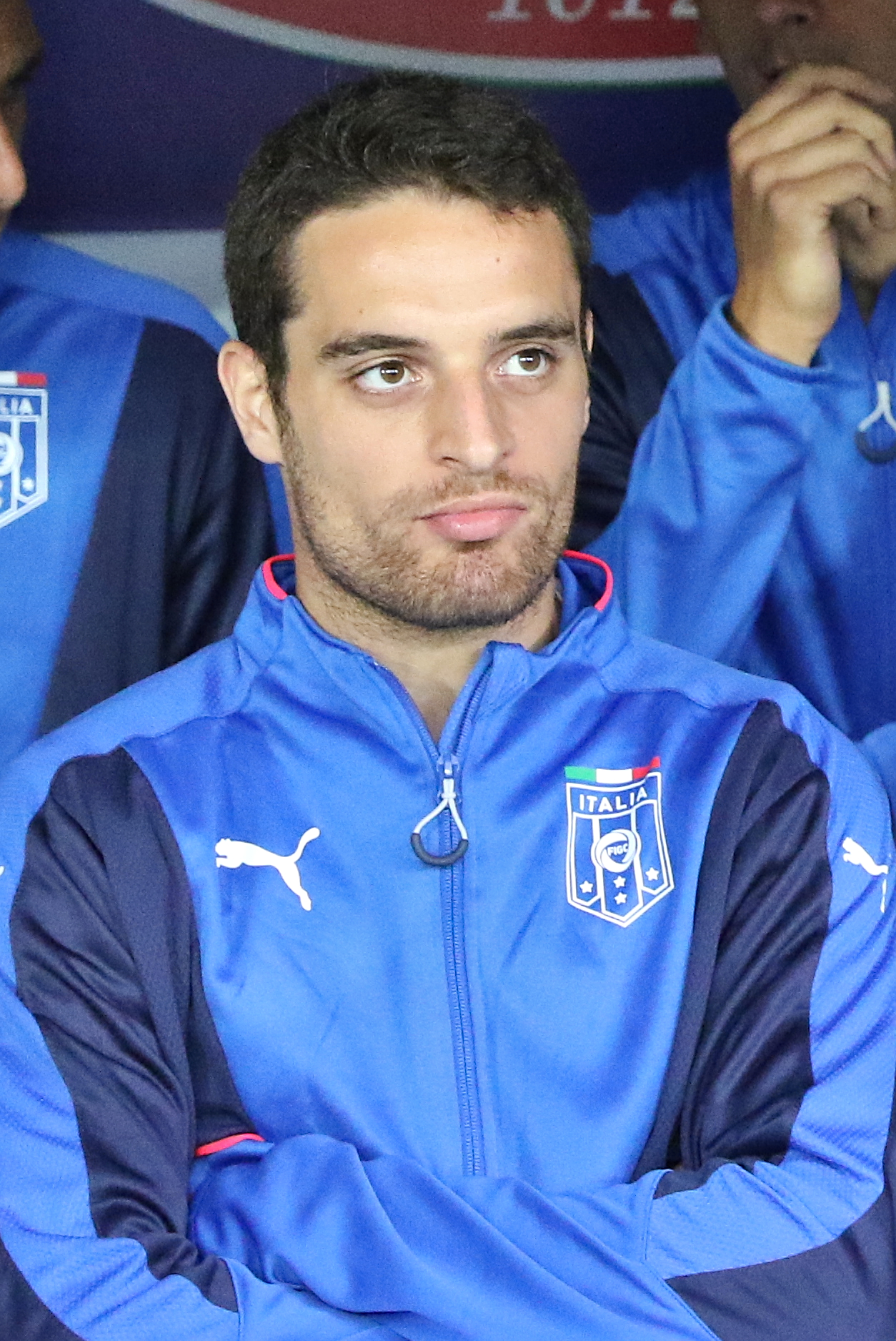
Bonaventura con la nazionale italiana a Ginevra contro il nel 2015.

#### Nazionali giovanili
Nel 2008, con la nazionale Under-19 di Francesco Rocca, partecipa all'Europeo di categoria. Debutta il 14 luglio 2008 nella partita d'esordio del torneo contro la Grecia, disputando da titolare tutte e 3 le partite del girone e la semifinale vinta contro l'Ungheria, subentrando invece nella finale persa per 3-1 contro la Germania. Segna la prima rete in nazionale nel corso della stessa manifestazione, il 20 luglio 2008, siglando il gol del momentaneo 2-1 nel corso della terza partita del girone eliminatorio contro la Rep. Ceca, incontro vinto dagli Azzurrini con il punteggio di 4-3.
Nel 2009 partecipa ai Giochi del Mediterraneo con la nazionale Under-20. Il 25 giugno debutta al 57' nel corso dell'incontro pareggiato con la Siria, partita d'esordio per gli Azzurrini di Francesco Rocca. Il secondo e già decisivo incontro del torneo lo vede titolare nel successo contro la Grecia, che proietta la squadra verso la vittoriosa semifinale contro la Libia, dove subentra nella ripresa. Giacomo parte titolare nella finale contro la Spagna, incontro perso per 2-1.
Sempre nel 2009 partecipa al campionato mondiale di categoria con la nazionale Under-20, disputando tutte le partite e andando a segno nella partita dei Quarti di finale contro l'Ungheria (2-3).
Il 28 agosto 2010 viene convocato per la prima volta in nazionale Under-21 per le gare di qualificazione del Campionato europeo del 3 e 7 settembre, senza scendere in campo.
Il 27 marzo 2011 viene convocato dal tecnico Massimo Piscedda nell'Italia B per la gara amichevole contro la Rappresentativa della Prva Liga Srbija. Bonaventura esordisce dal primo minuto e al 6' va in rete portando la B-Italia in vantaggio (la partita finirà 2-0 per gli azzurri).

#### Nazionale maggiore
Viene convocato per la prima volta in nazionale maggiore dal commissario tecnico Cesare Prandelli che lo fa esordire il 31 maggio 2013, a 23 anni, nella partita amichevole vinta 4-0 contro San Marino a Bologna.
Trova poco spazio nel biennio del CT Antonio Conte, il quale lo impiega unicamente in due partite amichevoli, pur inserendolo nella lista dei pre-convocati per l'Europeo 2016. Il CT Gian Piero Ventura lo impiega invece in quattro gare all'inizio delle qualificazioni al Mondiale 2018.
Ritorna nel giro azzurro con il CT Roberto Mancini, che lo convoca all'inizio della sua gestione nel maggio 2018, e lo impiega anche nelle prime due gare disputate dall'Italia nella Nations League. Il 7 ottobre 2020 torna a giocare in nazionale, da titolare, nell'amichevole contro la Moldavia disputata a Firenze.
Nell'ottobre del 2023, a tre anni dall'ultima convocazione, viene richiamato dal CT Luciano Spalletti, in vista delle partite di qualificazione all'Europeo 2024 contro Malta e Inghilterra. Proprio contro i maltesi, il 14 ottobre 2023, realizza la sua prima rete in maglia azzurra, contribuendo al successo per 4-0 dell'Italia; diventando, a 34 anni, il giocatore italiano più anziano a segnare la propria prima rete in nazionale.

## Statistiche

### Presenze e reti nei club
Statistiche aggiornate al 3 febbraio 2025.
| Stagione          | Squadra           | Campionato        | Campionato | Campionato | Coppe nazionali | Coppe nazionali | Coppe nazionali | Coppe continentali | Coppe continentali | Coppe continentali | Altre coppe | Altre coppe | Altre coppe | Totale | Totale |
| Stagione          | Squadra           | Comp              | Pres       | Reti       | Comp            | Pres            | Reti            | Comp               | Pres               | Reti               | Comp        | Pres        | Reti        | Pres   | Reti   |
| ----------------- | ----------------- | ----------------- | ---------- | ---------- | --------------- | --------------- | --------------- | ------------------ | ------------------ | ------------------ | ----------- | ----------- | ----------- | ------ | ------ |
| 2007-2008         | Atalanta          | A                 | 1          | 0          | CI              | 0               | 0               | -                  | -                  | -                  | -           | -           | -           | 1      | 0      |
| 2008-gen. 2009    | Atalanta          | A                 | 1          | 0          | CI              | 0               | 0               | -                  | -                  | -                  | -           | -           | -           | 1      | 0      |
| gen.-giu. 2009    | Pergocrema        | 1D                | 3          | 1          | CI+CI-LP        | -               | -               | -                  | -                  | -                  | -           | -           | -           | 3      | 1      |
| 2009-gen. 2010    | Atalanta          | A                 | 1          | 0          | CI              | 0               | 0               | -                  | -                  | -                  | -           | -           | -           | 1      | 0      |
| gen.-giu. 2010    | Padova            | B                 | 16+2       | 0+1        | CI              | -               | -               | -                  | -                  | -                  | -           | -           | -           | 18     | 1      |
| 2010-2011         | Atalanta          | B                 | 31         | 9          | CI              | 2               | 0               | -                  | -                  | -                  | -           | -           | -           | 33     | 9      |
| 2011-2012         | Atalanta          | A                 | 29         | 2          | CI              | 1               | 0               | -                  | -                  | -                  | -           | -           | -           | 30     | 2      |
| 2012-2013         | Atalanta          | A                 | 35         | 7          | CI              | 1               | 1               | -                  | -                  | -                  | -           | -           | -           | 36     | 8      |
| 2013-2014         | Atalanta          | A                 | 31         | 5          | CI              | 0               | 0               | -                  | -                  | -                  | -           | -           | -           | 31     | 5      |
| ago. 2014         | Atalanta          | A                 | 1          | 0          | CI              | 1               | 0               | -                  | -                  | -                  | -           | -           | -           | 2      | 0      |
| Totale Atalanta   | Totale Atalanta   | Totale Atalanta   | 130        | 23         |                 | 5               | 1               |                    | -                  | -                  |             | -           | -           | 135    | 24     |
| 2014-2015         | Milan             | A                 | 33         | 7          | CI              | 1               | 0               | -                  | -                  | -                  | -           | -           | -           | 34     | 7      |
| 2015-2016         | Milan             | A                 | 33         | 6          | CI              | 6               | 1               | -                  | -                  | -                  | -           | -           | -           | 39     | 7      |
| 2016-2017         | Milan             | A                 | 19         | 3          | CI              | 2               | 1               | -                  | -                  | -                  | SI          | 1           | 1           | 22     | 5      |
| 2017-2018         | Milan             | A                 | 33         | 8          | CI              | 5               | 0               | UEL                | 9                  | 1                  | -           | -           | -           | 47     | 9      |
| 2018-2019         | Milan             | A                 | 8          | 3          | CI              | 0               | 0               | UEL                | 2                  | 0                  | SI          | 0           | 0           | 10     | 3      |
| 2019-2020         | Milan             | A                 | 29         | 3          | CI              | 3               | 1               | -                  | -                  | -                  | -           | -           | -           | 32     | 4      |
| Totale Milan      | Totale Milan      | Totale Milan      | 155        | 30         |                 | 17              | 3               |                    | 11                 | 1                  |             | 1           | 1           | 184    | 35     |
| 2020-2021         | Fiorentina        | A                 | 34         | 3          | CI              | 1               | 0               | -                  | -                  | -                  | -           | -           | -           | 35     | 3      |
| 2021-2022         | Fiorentina        | A                 | 31         | 4          | CI              | 4               | 0               | -                  | -                  | -                  | -           | -           | -           | 35     | 4      |
| 2022-2023         | Fiorentina        | A                 | 30         | 5          | CI              | 4               | 0               | UECL               | 15                 | 2                  | -           | -           | -           | 49     | 7      |
| 2023-2024         | Fiorentina        | A                 | 31         | 8          | CI              | 3               | 0               | UECL               | 8                  | 0                  | SI          | 1           | 0           | 43     | 8      |
| Totale Fiorentina | Totale Fiorentina | Totale Fiorentina | 126        | 20         |                 | 12              | 0               |                    | 23                 | 2                  |             | 1           | 0           | 162    | 22     |
| 2024-2025         | Al-Shabab         | SPL               | 16         | 0          | KC              | 3               | 2               | -                  | -                  | -                  | -           | -           | -           | 19     | 2      |
| Totale carriera   | Totale carriera   | Totale carriera   | 452        | 75         |                 | 37              | 6               |                    | 34                 | 3                  |             | 2           | 1           | 521    | 85     |

### Cronologia presenze e reti in nazionale
| Cronologia completa delle presenze e delle reti in nazionale ― Italia | Cronologia completa delle presenze e delle reti in nazionale ― Italia | Cronologia completa delle presenze e delle reti in nazionale ― Italia | Cronologia completa delle presenze e delle reti in nazionale ― Italia | Cronologia completa delle presenze e delle reti in nazionale ― Italia | Cronologia completa delle presenze e delle reti in nazionale ― Italia | Cronologia completa delle presenze e delle reti in nazionale ― Italia | Cronologia completa delle presenze e delle reti in nazionale ― Italia |
| Data                                                                  | Città                                                                 | In casa                                                               | Risultato                                                             | Ospiti                                                                | Competizione                                                          | Reti                                                                  | Note                                                                  |
| --------------------------------------------------------------------- | --------------------------------------------------------------------- | --------------------------------------------------------------------- | --------------------------------------------------------------------- | --------------------------------------------------------------------- | --------------------------------------------------------------------- | --------------------------------------------------------------------- | --------------------------------------------------------------------- |
| 31-5-2013                                                             | Bologna                                                               | Italia                                                                | 4 – 0                                                                 | San Marino                                                            | Amichevole                                                            | -                                                                     | 50’                                                                   |
| 18-11-2014                                                            | Genova                                                                | Italia                                                                | 1 – 0                                                                 | Albania                                                               | Amichevole                                                            | -                                                                     | 70’                                                                   |
| 29-5-2016                                                             | Ta' Qali                                                              | Italia                                                                | 1 – 0                                                                 | Scozia                                                                | Amichevole                                                            | -                                                                     | 80’                                                                   |
| 1-9-2016                                                              | Bari                                                                  | Italia                                                                | 1 – 3                                                                 | Francia                                                               | Amichevole                                                            | -                                                                     | 66’                                                                   |
| 5-9-2016                                                              | Haifa                                                                 | Israele                                                               | 1 – 3                                                                 | Italia                                                                | Qual. Mondiali 2018                                                   | -                                                                     | 63’                                                                   |
| 6-10-2016                                                             | Torino                                                                | Italia                                                                | 1 – 1                                                                 | Spagna                                                                | Qual. Mondiali 2018                                                   | -                                                                     | 30’                                                                   |
| 9-10-2016                                                             | Skopje                                                                | Macedonia                                                             | 2 – 3                                                                 | Italia                                                                | Qual. Mondiali 2018                                                   | -                                                                     | 64’                                                                   |
| 12-11-2016                                                            | Vaduz                                                                 | Liechtenstein                                                         | 0 – 4                                                                 | Italia                                                                | Qual. Mondiali 2018                                                   | -                                                                     | 67’                                                                   |
| 28-5-2018                                                             | San Gallo                                                             | Italia                                                                | 2 – 1                                                                 | Arabia Saudita                                                        | Amichevole                                                            | -                                                                     | 67’                                                                   |
| 1-6-2018                                                              | Nizza                                                                 | Francia                                                               | 3 – 1                                                                 | Italia                                                                | Amichevole                                                            | -                                                                     | 78’                                                                   |
| 4-6-2018                                                              | Torino                                                                | Italia                                                                | 1 – 1                                                                 | Paesi Bassi                                                           | Amichevole                                                            | -                                                                     | 87’                                                                   |
| 7-9-2018                                                              | Bologna                                                               | Italia                                                                | 1 – 1                                                                 | Polonia                                                               | UEFA Nations League 2018-2019 - 1º turno                              | -                                                                     | 46’                                                                   |
| 10-9-2018                                                             | Lisbona                                                               | Portogallo                                                            | 1 – 0                                                                 | Italia                                                                | UEFA Nations League 2018-2019 - 1º turno                              | -                                                                     |                                                                       |
| 10-10-2018                                                            | Genova                                                                | Italia                                                                | 1 – 1                                                                 | Ucraina                                                               | Amichevole                                                            | -                                                                     | 70’                                                                   |
| 7-10-2020                                                             | Firenze                                                               | Italia                                                                | 6 – 0                                                                 | Moldavia                                                              | Amichevole                                                            | -                                                                     | 68’                                                                   |
| 14-10-2023                                                            | Bari                                                                  | Italia                                                                | 4 – 0                                                                 | Malta                                                                 | Qual. Euro 2024                                                       | 1                                                                     | 87’                                                                   |
| 17-11-2023                                                            | Roma                                                                  | Italia                                                                | 5 – 2                                                                 | Macedonia del Nord                                                    | Qual. Euro 2024                                                       | -                                                                     | 62’                                                                   |
| 21-3-2024                                                             | Fort Lauderdale                                                       | Venezuela                                                             | 1 – 2                                                                 | Italia                                                                | Amichevole                                                            | -                                                                     | 46’                                                                   |
| Totale                                                                |                                                                       | Presenze                                                              | 18                                                                    |                                                                       | Reti                                                                  | 1                                                                     |                                                                       |

## Palmarès

### Club

#### Competizioni giovanili
- Torneo Città di Arco: 1

Atalanta: 2006

#### Competizioni nazionali
- Campionato italiano di Serie B: 1

Atalanta: 2010-2011
- Supercoppa italiana: 1

Milan: 2016